# Закуев, Ахмед-Каради
Закуев, Ахмед-Каради (1888, Кази-Кумух, Дагестанская область, Российская империя — 15 июня 1968, Баку) — лакский поэт и учёный. Доктор философских наук.
Ахмед-Каради Закуев родился в 1888 году в селении Кумух (ныне Лакский район Дагестана). Учился в Астрахани, Казани, Уфе. В 1917 году он принимал активное участие в создании первой лакской газеты «Илчи». Участвовал в сражениях Гражданской войны на стороне «красных». В 1918 году был вынужден эмигрировать в Турцию. Там он окончил историко-литературный факультет Константинопольского университета. После победы советской власти на Кавказе вернулся в Россию. С 1922 года вёл научную работу в Азербайджане.
Первые произведения Закуева были опубликованы в 1914 году. Его ранние стихи «К высотам», «Проснитесь, лаки», «На арчинских горах» посвящены стремлению человека к свободе. Закуев написал первую в лакской литературе повесть «Обманутая любовь» о борьбе за советскую власть в Дагестане.